# Université de Göteborg
L’université de Göteborg (en suédois Göteborgs universitet, GU, et en latin Universitas Gothoburgensis) est une université suédoise fondée en 1891 à Göteborg. En 2005, 25 000 étudiants, 2 500 doctorants et 5 400 professeurs y travaillent.
Elle est publique, comme la majorité des universités suédoises (par exemple la Handelshögskolan i Stockholm ou l'École polytechnique Chalmers qui est régie par une fondation privée).
Professeur d'économie du développement au sein de cette université, Thomas Sterner y fonde notamment l'unité de recherche pour l'économie environnementale, accueillant de nombreux étudiants des pays en développement.

## Personnalités liées à l'université

### Étudiants
- Leif Knudsen (1928-1975), artiste peintre, y étudia la philosophie[2].